# 파키스탄계 영국인
파키스탄 영국인(우르두어: برطانیہ میں مقیم پاکستانی; 영어: Pakistani British)은 조상의 뿌리가 파키스탄에 있는 영국 시민 또는 거주자이다. 여기에는 영국에서 태어난 파키스탄계 사람들, 영국으로 이주한 파키스탄계 사람들이 포함된다. 파키스탄계 영국인의 대다수는 아자드 카슈미르와 펀자브주에서 기원하며, 신드주, 카이베르파크툰크와주, 발루치스탄주를 포함한 파키스탄의 다른 지역들에서 더 적은 수가 발생한다.
영국은 유럽에서 가장 큰 파키스탄 공동체의 본거지이며, 2011년 인구 조사에 따르면 파키스탄계 영국인의 인구는 117만 명을 넘는다. 파키스탄계 영국인은 영국에서 두 번째로 큰 소수 민족이며, 아시아계 영국인 중 두 번째로 큰 하위 집단을 구성한다. 게다가, 그들은 사우디아라비아의 파키스탄 디아스포라와 비슷한 숫자의 가장 큰 해외 파키스탄 공동체들 중 하나이다.
두 나라 사이의 역사적 관계 때문에, 현재의 파키스탄인 이 지역에서 영국으로 이민이 시작된 것은 19세기 중반 현재 파키스탄의 일부가 영국령 인도의 지배를 받게 되면서부터였다. 이 지역의 사람들은 영국령 인도 육군에서 군인으로 복무했고 일부는 대영 제국의 다른 지역으로 배치되었다. 그러나 제2차 세계 대전과 대영 제국의 해체, 파키스탄의 독립 이후 특히 1950년대와 1960년대에 파키스탄의 영국 이민이 증가하였다. 파키스탄이 영연방의 일원이었기 때문에 이것은 더 쉬워졌다. 파키스탄 이민자들은 영국 철강, 섬유, 엔지니어링 산업의 노동력 부족을 해결하는 데 도움을 주었다. 국민 보건 서비스는 1960년대에 파키스탄에서 의사를 모집했다.
영국의 파키스탄 인구는 1951년 약 10,000명에서 2011년 110만명 이상으로 증가했다. 이들 중 대다수는 잉글랜드에 살고 있으며, 상당수는 스코틀랜드에, 더 적은 수는 웨일스와 북아일랜드에 살고 있다. 가장 다양한 파키스탄 인구는 런던에 있으며, 파키스탄인, 미르푸리스인, 파슈툰인, 신드인, 무하지르인, 사라이키인, 발루치인 등으로 구성되어 있다.
2011년 영국 인구 조사 당시 잉글랜드 웨일스에 거주하는 90%가 이슬람교라고 밝혔다. 대다수가 수니파 이슬람교도이며, 상당수의 시아파 이슬람교도이다. 2011년 인구 조사에 따르면 약 17,000명의 기독교 믿는 파키스탄인이 잉글랜드와 웨일스에 거주하고 있으며, 이는 잉글랜드와 웨일스의 파키스탄 인구의 1.52%에 해당한다.
정착한 이후, 파키스탄계 영국인들은 영국 사회, 정치, 문화, 경제, 그리고 스포츠에 다양한 공헌과 영향을 끼쳤다. 2001년 인구 조사에 따르면 사회 문제는 지역사회에서 높은 상대적 빈곤율을 포함하지만, 2011년 인구 조사에 따르면 파키스탄계 영국인이 영국에서 가장 높은 수준의 주택 소유에 속하는 것으로 나타나면서 최근 몇 년 동안 상당한 진전이 있었다.

## 인구 통계

2011년 아시아계 또는 파키스탄계 영국인의 인구 피라미드(잉글랜드와 웨일스)

### 인구
2011년 영국 인구 조사에서, 1,174,983명의 주민들은 출생지와 상관없이 자신을 인종적으로 파키스탄인(혼혈인 제외)으로 분류했고, 그들 중 1,112,212명이 잉글랜드에 살고 있다. 이는 2001년 영국 인구 조사에 기록된 747,285명의 거주자보다 427,000명이 증가한 것이다.
2011년 잉글랜드, 웨일스 및 스코틀랜드에 거주하는 파키스탄인 중 56%는 영국에서 태어났으며, 40%는 파키스탄에서, 4%는 다른 곳에서 태어났다. 영국 통계청의 추산에 따르면, 2021년 영국에서 살고 있는 파키스탄에서 태어난 사람들의 수는 456,000명으로 영국에서 세 번째로 흔한 출생 국가가 되었다.
파키스탄 정부 해외파키스탄부는 영국에 이중국적을 가진 파키스탄인이 126만 명으로 유럽 전체 파키스탄인의 절반 이상을 차지하는 것으로 추산하고 있다.
파키스탄계 영국인의 대다수는 파키스탄의 아자드 카슈미르와 펀자브주 출신이며 , 아자드 카슈미르가 가장 크고 펀자브주가 두 번째로 큰 비중을 차지하고 있다. 서중부와 북부의 파키스탄 공동체 구성원의 높은 비율은 아자드 카슈미르에서 비롯되었다.
아자드 카슈미르에서 온 대규모 공동체는 버밍엄, 브래드퍼드, 올덤 및 주변 북부 마을에서 볼 수 있다. 루턴과 슬라우는 영국 남부에서 가장 큰 미르푸리 카슈미르 공동체를 가지고 있는 반면 펀자브인들의 많은 비율 또한 남부에서 살고 있다. 영국에는 또한 소수의 파슈툰계 파키스탄인 인구가 있다.
매년 최대 25만 명의 파키스탄인들이 일, 방문 또는 기타 목적으로 영국에 온다. 마찬가지로, 매년 최대 270,000명의 영국 시민들이 주로 가족을 방문하기 위해 파키스탄으로 여행한다. 파키스탄 혈통의 영국 시민을 제외하고, 2017년 파키스탄 여권을 가진 영국에 사는 사람들의 수는 188,000명으로 추정되었고, 파키스탄은 영국에서 여덟 번째로 흔한 비영국 국적이 되었다.
파키스탄 국제항공은 여러 영국 공항으로 운항하고 영국항공은 2019년에 파키스탄으로 가는 비행을 재개했다.
인구통계학자 세리 피치는 1951년부터 1991년까지의 인구 조사에서 파키스탄계 영국인의 수를 추정했다. 그는 이전 인구 조사 기간 동안 추정된 소수 민족 인구에 2001년 인구 조성의 민족 구성을 역투영했다.

### 종교
영국에 있는 파키스탄인의 90% 이상이 이슬람교도이다. 이들 중 가장 큰 부분은 이슬람 수니파, 주로 데오반디(타블리치 자마트)와 수니파 바렐비에 속하며, 상당수는 시아파에 속한다.  다른 주목할 만한 종파로는 영적 지도자 미르자 마스루르 아흐마드가 런던에 기반을 두고 있는 아흐마드파와 수피파가 있다. 이슬람 사원, 지역 사회 센터, 종교 청년 단체는 파키스탄계 영국인의 사회 생활에 필수적인 역할을 한다.
파키스탄인은 잉글랜드 웨일스의 모든 무슬림의 38%를 차지한다. 이 수치는 요크셔험버에 사는 모든 무슬림의 71%에서 그레이터런던에 사는 21.5%까지 다양하다. 잉글랜드와 웨일스에도 약 17,000명의 파키스탄 기독교인이 있으며, 힌두교인, 시크교인, 조로아스터교인(주로 파르시인). 등이 약간 적다. 약 12,500명의 파키스탄계 영국인들이 그들이 종교가 없거나 무신론자라고 선언했다.

## 문화
파키스탄의 독립 기념일은 런던 뉴엄구의 그린 스트리트와 맨체스터의 커리 마일을 포함한 다양한 도시의 파키스탄 인구 밀집 지역에서 8월 14일에 기념된다. 파키스탄 이슬람교도들은 라마단의 달을 지키며 이슬람 축제인 이드 알아드하와 이드 알피트르를 기념한다.
매년 열리는 버밍엄 이드 멜라에는 축제를 축하하는 2만 명 이상의 파키스탄계 영국인들이 모인다. 이드 멜라는 또한 다른 민족적 배경을 가진 이슬람교도들을 환영한다. 국제와 영국의 아시아 음악가들은 문화, 음악, 음식, 스포츠를 통해 전국적인 이슬람 공동체를 축하하는 것을 돕는다.
동런던의 그린 스트리트에는 유럽 최초의 아시아 쇼핑몰이 들어서 있다. 많은 고급 파키스탄 패션과 다른 소매 브랜드들이 영국에 매장을 열었다.

### 요리

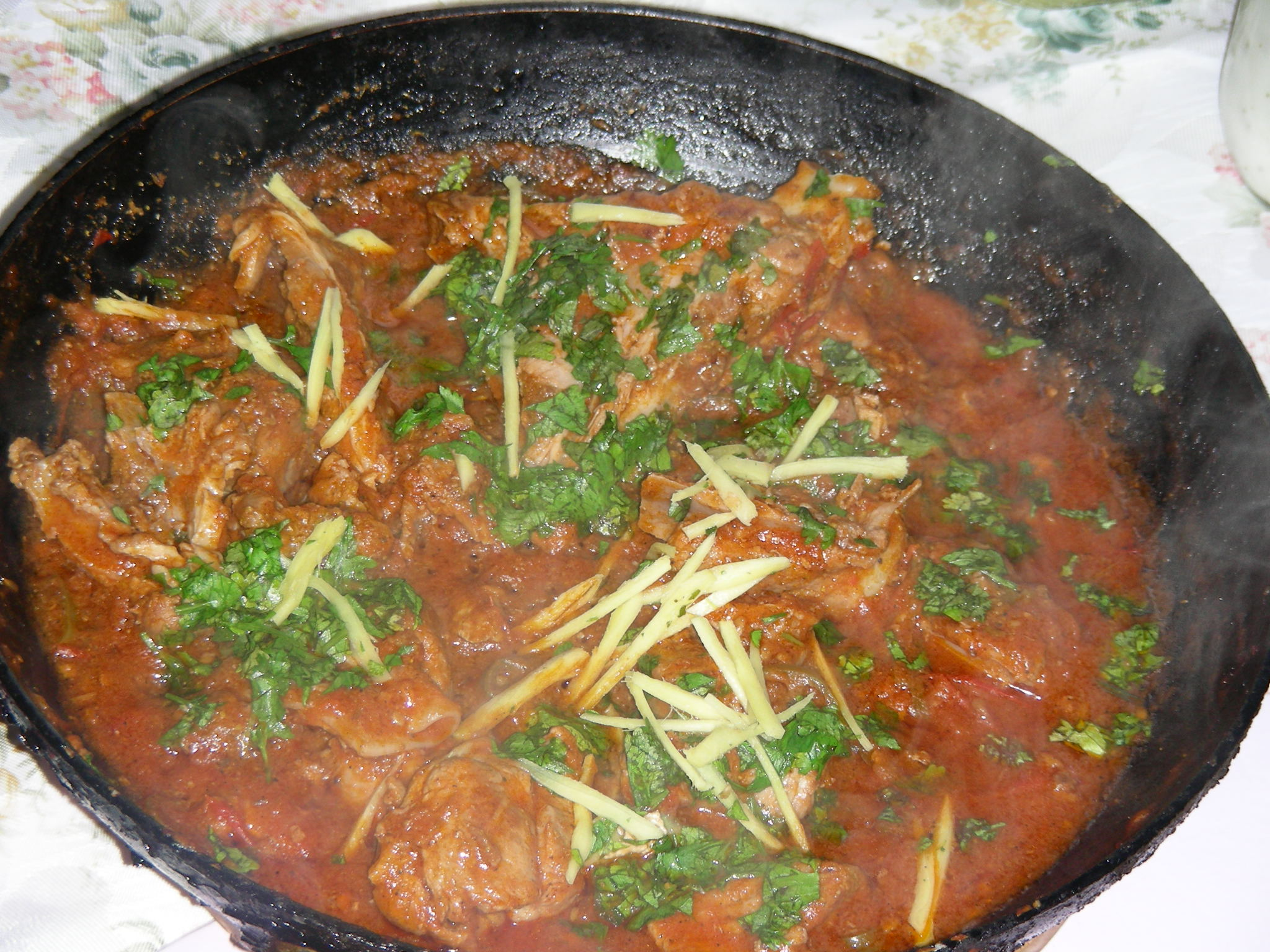
발티는 파키스탄계 영국 요리의 한 예이다.

파키스탄과 남아시아 요리는 영국에서 매우 인기가 있으며 대체로 성공적인 식품 산업을 육성했다. 파키스탄 요리는 아랍, 아프가니스탄, 중앙아시아, 페르시아, 튀르키예 음식의 이국적인 혼합과 함께 북인도 요리와 강하게 연관되어 있다. 파키스탄의 공용어 우르두어는 아랍어, 페르시아어, 튀르키예어가 섞인 언어이기도 한데, 이는 파키스탄 문화의 언어적 측면과 요리적 측면 사이의 통합을 보여주고 반영한다.
인기 있는 발티 요리는 1977년 발티 출신 파키스탄 이민자에 의해 만들어진 것으로 믿어졌던 버밍엄에 뿌리를 두고 있다. 이 요리는 카슈미르에 있는 발티스탄의 북부 파키스탄 지역에서 토착민들의 맛을 차용한 것으로 생각된다. 2009년, 버밍엄 시의회는 고급 치즈와 샴페인과 같은 품목과 함께 커리의 지리적 보호 지위를 부여하기 위해 발티 요리의 상표 등록을 시도했다. 발티 요리가 처음 나온 버밍엄 지역은 지역적으로 "발티 트라이앵글" 또는 "발티 벨트"로 알려져 있다.
치킨 티카 마살라는 오랫동안 이 나라에서 가장 인기 있는 요리 중 하나였으며 글래스고의 파키스탄 요리사에 의해 발명되었다고 주장되지만, 그 기원은 여전히 논란이 되고 있다. 글래스고에서 유럽 연합 보호 원산지 지정 자격을 얻기 위한 캠페인에 대한 지원이 있었다.
파키스탄 사람들은 영국 식품 산업에서 잘 대표되고 있다. 많은 자영업을 하는 파키스탄계 영국인들은 테이크아웃과 레스토랑을 소유하고 있다. 영국 북부에 있는 "인도 식당"은 거의 전적으로 파키스탄인이 소유하고 있다. 영국 식품기준청에 따르면, 영국의 남아시아 식품 산업은 32억 파운드의 가치가 있으며, 전체 외식업의 3분의 2를 차지하며, 매주 약 250만 명의 영국 고객들에게 서비스를 제공하고 있다. 미르푸리와 펀자비 유래 커리 소스는 맨체스터 태생의 니하트 아완과 같은 파키스탄계 영국인 기업가들에 의해 영국 슈퍼마켓에서 판매된다. 아완의 아시아 음식 사업인 셰레 칸은 그녀를 영국에서 가장 부유한 여성 중 한 명으로 만들었다.
파키스탄계 영국인들이 설립한 성공적인 패스트푸드 체인점에는 치킨 코티지, 딕시 치킨 등이 있다.

## 민족성 및 문화적 동화
에식스 대학교가 실시한 한 연구에 대한 보고서는 파키스탄계 영국인들이 다른 어떤 영국인들보다도 '영국적'과 동일시한다는 것을 발견했다. 이 연구는 영국에 있는 파키스탄인들이 영국에 강한 소속감을 표현한다는 것을 발견한 몇몇 최근 연구들 중 하나이다. 이 보고서는 파키스탄인의 90%가 영국에서 강한 소속감을 느끼고 있는 반면, 백인 영국인의 84%는 영국에 강한 소속감을 느끼고 있는 것으로 나타났다.
파키스탄계 영국인은 잉글랜드보다 영국과 훨씬 더 많이 동일시하는 경향이 있는데, 63%는 자신을 국적에 있어서 "잉글랜드"가 아니라 "영국"이라고 표현했고, 15%만이 잉글랜드라고 말했다.

## 교육
2011년 영국 인구 조사에 따르면 잉글랜드와 웨일스에 거주하는 파키스탄계 영국인의 25%가 학위 취득 자격을 가지고 있는 반면, 백인은 26%이다. 이는 학위를 가진 두 그룹의 수치가 각각 7%와 13%였던 1991년 이후 증가해왔다.
영국과 웨일스에 거주하는 파키스탄계 영국인의 26%가 자격을 갖추지 못한 데 비해, 백인은 24%가 자격을 갖추지 못한 것으로 나타났다.